# Bangladesh aux Jeux olympiques d'été de 2020
Le Bangladesh participe aux Jeux olympiques de 2020 à Tokyo au Japon. Il s'agit de sa 10e participation à des Jeux d'été.

## Athlètes engagés
| Sport       | Hommes | Femmes | Total |
| ----------- | ------ | ------ | ----- |
| Athlétisme  | 1      | 0      | 1     |
| Natation    | 1      | 1      | 2     |
| Tir         | 1      | 0      | 1     |
| Tir à l'arc | 1      | 1      | 2     |
| Total       | 4      | 2      | 6     |

## Résultats

### Athlétisme
| Athlète               | Épreuve        | 1er tour | 1er tour | Demi-finale | Demi-finale | Finale  | Finale  |
| Athlète               | Épreuve        | Temps    | Rang     | Temps       | Rang        | Temps   | Rang    |
| --------------------- | -------------- | -------- | -------- | ----------- | ----------- | ------- | ------- |
| Mohammad Jahir Rayhan | 400 m masculin | 48 s 29  | 8e       | Éliminé     | Éliminé     | Éliminé | Éliminé |

### Natation
| Athlète               | Épreuve                  | Série   | Série | Demi-finale | Demi-finale | Finale   | Finale   |
| Athlète               | Épreuve                  | Temps   | Rang  | Temps       | Rang        | Temps    | Rang     |
| --------------------- | ------------------------ | ------- | ----- | ----------- | ----------- | -------- | -------- |
| Mohammed Ariful Islam | 50 m nage libre masculin | 24 s 81 | 51e   | Éliminé     | Éliminé     | Éliminé  | Éliminé  |
| Junayna Ahmed         | 50 m nage libre féminin  | 29 s 78 | 68e   | Éliminée    | Éliminée    | Éliminée | Éliminée |

### Tir
| Athlète           | Compétition                  | Qualification | Qualification | Finale  | Finale  |
| Athlète           | Compétition                  | Points        | Rang          | Points  | Rang    |
| ----------------- | ---------------------------- | ------------- | ------------- | ------- | ------- |
| Abdullah Hel Baki | Carabine à air comprimé 10 m | 619,8         | 41e           | Éliminé | Éliminé |

### Tir à l'arc
| Athlète                      | Compétition        | Tour préliminaire | Tour préliminaire | 1er tour                 | 2e tour            | 3e tour                  | Quarts de finale | Demi-finale      | Finale / 3e place | Rang     |
| Athlète                      | Compétition        | Score             | Rang              | Adversaire Score         | Adversaire Score   | Adversaire Score         | Adversaire Score | Adversaire Score | Adversaire Score  | Rang     |
| ---------------------------- | ------------------ | ----------------- | ----------------- | ------------------------ | ------------------ | ------------------------ | ---------------- | ---------------- | ----------------- | -------- |
| Md Ruman Shana               | Individuel hommes, | 662               | 17e               | Hall Victoire 7-3        | Duenas Défaite 4-6 | Éliminé                  | Éliminé          | Éliminé          | Éliminé           | Éliminé  |
| Diya Siddique                | Individuel femmes, | 635               | 36e               | Dziominskaya Défaite 5-6 | Éliminée           | Éliminée                 | Éliminée         | Éliminée         | Éliminée          | Éliminée |
| Md Ruman Shana Diya Siddique | Par équipe mixte,  | 1 297             | 16e               | Non disputé              | Non disputé        | Corée du Sud Défaite 0-6 | Éliminés         | Éliminés         | Éliminés          | Éliminés |